# 1837 en Italie
Chronologie de l'Italie
- 1833
- 1834
- 1835
- 1836
- 1837
- 1838
- 1839
- 1840
- 1841

## Événements
- 23 juin : émeute à Messine[1]. Les troubles insurrectionnels se répandent en Sicile en juillet. Dans un contexte d’agitation sociale et de crise économique, une rumeur rendant le gouvernement responsable de répandre le choléra pour empoisonner le peuple se répand dans les populations de Messine, de Syracuse et de Catane, qui se soulèvent.
- 18 juillet : début de l’insurrection de Catane dirigée par le marquis de San Giuliano. L’indépendance de la Sicile est proclamée[2].
- 6 août : les troupes napolitaines conduites par le général del Caretto, ministre de la Police, débarquent à Catane pour réprimer l’insurrection indépendantiste[3].
- 31 octobre : à la suite des troubles, la Sicile perd son administration particulière et devient province napolitaine[4].

## Culture

### Opéras créés en 1837
- 29 octobre : création de Roberto Devereux de Gaetano Donizetti, à Naples.

## Naissances en 1837
- 10 avril : Tranquillo Cremona, peintre. († 10 juin 1878)

## Décès en 1837
- 22 juillet : Anton Sminck Pitloo, 47 ans, peintre d'origine néerlandaise, professeur à l'Institut des beaux-arts de Naples, qui fut l'un des fondateurs de l'École du Pausilippe.  (° 21 avril 1790)